# Eurylomia curvinervis
Eurylomia curvinervis là một loài bướm đêm thuộc phân họ Arctiinae, họ Erebidae.